# Dicranomyia dicksoniae
Dicranomyia dicksoniae är en tvåvingeart som först beskrevs av Alexander 1930.  Dicranomyia dicksoniae ingår i släktet Dicranomyia och familjen småharkrankar. Inga underarter finns listade i Catalogue of Life.